# 第十五届东方风云榜
第十五届东方风云榜颁奖盛典於2008年3月29日晚，在中國上海大舞台举行。

## 颁奖礼事件
获得最佳创作歌手奖和最佳作曲的歌手郑钧登台但拒领奖杯事件引发争议。郑钧称选秀歌手都被公司利用，宣传做音乐应该做自己，声称“今天的奖对于选秀出来的小孩意义非凡，对我而言意义真不大，我家里瓶瓶罐罐太多了，也许这次也就是我最后一次上音乐颁奖台领奖，以后我只会参加演出和出唱片，我希望别人超越我，在这种情况下也有很多人气王，但不知道他唱的什么歌。就像我说麦当劳卖的最好，但无法否认是垃圾食品，永远不会是美味佳肴”。
但有人认为这是一场闹剧，颁奖典礼负责人韩磊则认为只是巧合而已。而对于郑钧针对选秀的不满和瞧不起偶像派歌手的做法，音乐季评委宋柯则认为他并不了解选秀歌手，有失公允。网络红人宋祖德则攻击郑钧是东方风云榜的嫖客，颁奖礼事件纯粹是恶意炒作。

## 获奖名单
- 最佳男歌手：汪峰
- 最佳女歌手：周笔畅
- 最佳乐队：麦田守望者
- 最佳组合：水木年华
- 本地人气歌手奖：薛之谦
- 十大金曲：
  - 袁成杰 戚薇《外滩18号》
  - B.I.Z《心里有个他》
  - 王啸坤《带我去寻找》
  - 水木年华《借我一生》
  - 韩雪《大雁归》
  - 黄征《绝不放手》
  - 周笔畅《浏阳河2008》
  - 胡彦斌《男人KTV》
  - 郑钧《长安长安》
  - 汪峰《勇敢的心》
- 东方新人：
  - 金奖：王啸坤
  - 银奖：兰色花园、黄龄
  - 铜奖：兄弟联、唐汉霄
- 最佳专辑奖：胡彦斌《男人歌》
- 最佳创作歌手奖：郑钧
- 最佳作词：汪峰《勇敢的心》
- 最佳作曲：郑钧《长安长安》
- 最佳公益歌曲：兄弟联《永远都会在》
- 十五周年东方风云人物：羽泉